# Damernas dubbelsculler i rodd vid olympiska sommarspelen 2012
Damernas dubbelsculler i rodd vid olympiska sommarspelen 2012 avgjordes mellan den 30 juli och 3 augusti 2012.

## Medaljörer
| Gren          | Guld                                           | Silver                             | Brons                                     |
| Dubbelsculler | Katherine Grainger Anna Watkins Storbritannien | Brooke Pratley Kim Crow Australien | Julia Michalska Magdalena Fularczyk Polen |

## Resultat

### Heat

#### Heat 1
| Placering | Roddare                          | Land           | Tid     | Noteringar |
| --------- | -------------------------------- | -------------- | ------- | ---------- |
| 1         | Anna Watkins Katherine Grainger  | Storbritannien | 6:44,33 | Q          |
| 2         | Fiona Paterson Anna Reymer       | Nya Zeeland    | 6:49,44 | Q          |
| 3         | Wang Min Zhu Weiwei              | Kina           | 6:50,64 | R          |
| 4         | Inge Janssen Elisabeth Hogerwerf | Nederländerna  | 7:00,10 | R          |
| 5         | Lenka Antošová Jitka Antošová    | Tjeckien       | 7:05,05 | R          |

#### Heat 2
| Placering | Roddare                             | Land       | Tid     | Noteringar |
| --------- | ----------------------------------- | ---------- | ------- | ---------- |
| 1         | Kim Crow Brooke Pratley             | Australien | 6:48,80 | Q          |
| 2         | Magdalena Fularczyk Julia Michalska | Polen      | 6:50,85 | Q          |
| 3         | Margot Shumway Sarah Trowbridge     | USA        | 6:55,25 | R          |
| 4         | Tina Manker Stephanie Schiller      | Tyskland   | 7:08,36 | R          |
| 5         | Anna Kravtjenko Olena Burjak        | Ukraina    | 7:09,40 | R          |

### Återkval
| Placering | Roddare                          | Land          | Tid     | Noteringar |
| --------- | -------------------------------- | ------------- | ------- | ---------- |
| 1         | Wang Min Zhu Weiwei              | Kina          | 7:09,65 | Q          |
| 2         | Margot Shumway Sarah Trowbridge  | USA           | 7:10,37 | Q          |
| 3         | Lenka Antošová Jitka Antošová    | Tjeckien      | 7:11,68 |            |
| 4         | Tina Manker Stephanie Schiller   | Tyskland      | 7:18,37 |            |
| 5         | Inge Janssen Elisabeth Hogerwerf | Nederländerna | 7:19,80 |            |
| 6         | Anna Kravtjenko Olena Burjak     | Ukraina       | 7:23,02 |            |

### Finaler

#### Final B
| Placering | Roddare                          | Land          | Tid     | Noteringar |
| --------- | -------------------------------- | ------------- | ------- | ---------- |
| 1         | Lenka Antošová Jitka Antošová    | Tjeckien      | 7:24,93 |            |
| 2         | Inge Janssen Elisabeth Hogerwerf | Nederländerna | 7:29,57 |            |
| 3         | Tina Manker Stephanie Schiller   | Tyskland      | 7:33,32 |            |
| 4         | Anna Kravchenko Olena Burjak     | Ukraina       | 7:36,65 |            |

#### Final A
| Placering | Roddare                             | Land           | Tid     | Noteringar |
| --------- | ----------------------------------- | -------------- | ------- | ---------- |
| 1         | Anna Watkins Katherine Grainger     | Storbritannien | 6:55,82 |            |
| 2         | Kim Crow Brooke Pratley             | Australien     | 6:58,55 |            |
| 3         | Magdalena Fularczyk Julia Michalska | Polen          | 7:07,92 |            |
| 4         | Wang Min Zhu Weiwei                 | Kina           | 7:08,92 |            |
| 5         | Fiona Paterson Anna Reymer          | Nya Zeeland    | 7:09,82 |            |
| 6         | Margot Shumway Sarah Trowbridge     | USA            | 7:10,54 |            |